# Роберт, герцог Шартрский

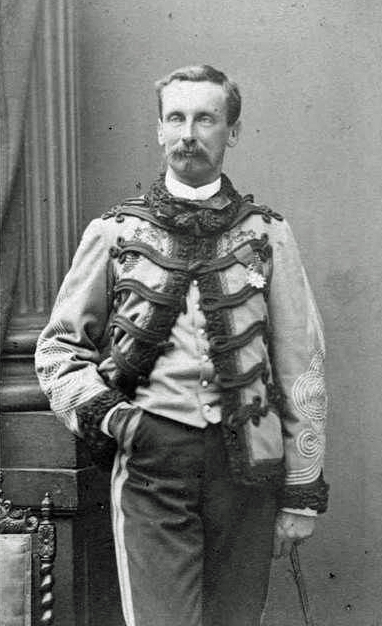
Робер, герцог Шартрский

Роберт (Робе́р) Филипп Луи Эжен Фердинанд Орлеанский (фр. Robert d'Orléans; 9 ноября 1840, Париж — 5 декабря 1910) — герцог Шартрский, французский принц и военный.

## Биография
Робер был вторым сыном Фердинанда Филиппа, герцога Орлеанского и Елены Мекленбург-Шверинской. Имел единственного брата Луи-Филиппа, графа Парижского, наследника французского престола. Робер в раннем детстве потерял отца, погибшего в дорожной аварии. С революцией 1848 года их семья была вынуждена покинуть Францию, принц с матерью и братом остановились в Германии. В 1857 году, когда ему было 17 лет, умерла и его мать. Воспитанием Робера с братом занимались родители их отца Луи-Филипп I и Мария Амалия Неаполитанская.

### Военная карьера
После смерти матери Робер уехал в Турин продолжать свою учёбу на военного. Став офицером пьемонтских драгунов, герцог Шартрский в 1859 году вступил в войну за объединение Италии на стороне Савойской династии и Франции. В 1861 году, когда началась война между Севером и Югом в США, Робер вместе со своим братом и дядей принцем де Жуанвиль, отправился в США, где воевал на стороне северян. Находясь в Брюсселе в 1870 году во время провозглашения Франко-Прусской войны, он попросил у правительства Наполеона III разрешения участвовать в сражениях. Однако принцу было отказано, и только после падения империи он смог вступить в армию. За заслуги он был сделан кавалером Ордена Почётного легиона. В 1886 году как член Орлеанского дома герцог Шартрский был вычеркнут из списка военных.

### Семья
Вернувшись из Америки, Робер решил жениться. Из-за низкого статуса его семьи вследствие падения монархии он не мог рассчитывать на выгодный брак с иностранной принцессой. Поэтому герцог попросил руки своей кузины Франсуазы (1844—1925), дочери Франсуа Орлеанского, принца де Жуанвиль. Их свадьба состоялась 11 июля 1863 в Кингстоне на Темзе. Дети:
- принцесса Мари́я Аме́лия Франсуа́за Еле́на (13.01.1865—4.12.1909) — супруга принца Вальдема́ра Датского, младшего сына короля Дании Кристиана IX и Луизы Гессен-Кассельской, имели четырёх сыновей и дочь, которая была матерью королевы румын Анны, супруги свергнутого короля Михая;
- принц Ро́берт Луи́ Фили́пп Фердина́нд Франсуа́ Мари́я (10.01.1866—30.05.1885) — умер в юности, потомков не оставил;
- принц Анри Фили́пп Мари́я (15.10.1867—9.08.1901) — умер в возрасте 33 лет, женат не был, потомков не оставил;
- принцесса Маргари́та Луи́за Мари́я Франсуа́за (25.01.1869—31.01.1940) — рассматривалась как невеста Луи Филиппа Робера, однако после его конфликтов с властями республик и скандальной связи с австралийской певицей Нелли Мэльбой помолвка была расторгнута; вышла замуж за французского аристократа и военного Мари́ю Арма́на де Мак-Маго́н[фр.], герцога де Маджента, сына президента Франции Патриса де Мак-Магона, имели троих детей;
- принц Жан Пьер Клема́н Мари́я (04.09.1874—25.08.1940) — орлеанистский претендент на французский престол с 1926 года под именем Иоанна III, герцог де Гиз; женился на принцесса Изабе́лле Мари́и Ла́уре Мерсе́дес Фердина́нде Орлеа́нской, дочери Луи Филиппа, графа Парижского, и принцессы Марии Изабеллы Орлеанской, инфанты Испанской, имели трёх дочерей и сына.

Роберт Орлеанский умер 5 декабря 1910 года в замке Сен-Фирмен (департамент Верхние Альпы).